# یواس‌اس پی‌جی‌ام-۳
یواس‌اس پی‌جی‌ام-۳ (به انگلیسی: USS PGM-3) یک کشتی بود که طول آن 110 feet 10 inches و ارتفاع آن 10 feet 10 inches بود. این کشتی در سال ۱۹۴۳ ساخته شد.